# 已歇業航空公司列表

## 非洲

### 埃及
- 閃光航空（Flash Air，1993-2004）

### 利比亞
- 利比亞王國航空

### 尼日利亞
- ADC航空（1984-2007）

### 斯威士蘭
已結業的斯威士蘭航空公司列表：
| 航空公司           | ICAO/IATA | 呼號                | 結業前機隊數目/目的地數目 | 結業日期 |
| ------------------ | --------- | ------------------- | ------------------------- | -------- |
| 皇家斯威士全國航空 | RSN/ZC    | Royal Swazi Airways | -/-                       | 1999年   |
| 斯威士蘭快運航空   | SWX/Q4    | SWAZI EXPRESS       | 2/5                       | 2008年   |

### 赤道幾內亞
已結業的赤道畿內亞航空公司列表
| 航空公司                                       | IATA | ICAO | 呼號          | 開業年份             | 結業年份             |
| ---------------------------------------------- | ---- | ---- | ------------- | -------------------- | -------------------- |
| 赤道幾內亞航空                                 | -    | AGE  | -             | 2003年               | 2004年               |
| Air Bas                                        | -    | RBS  | -             | 2001年               | 2003年               |
| Air Consul                                     | -    | RCS  | AEROCONSUL    | 1995年               | 2005年               |
| 幾內亞航空                                     | LQ   | -    | -             | 2004年               | 2005年               |
| 安诺本航空                                     | -    | -    | -             | 2013年               | 2016年               |
| Air Services Guinea Equatorial                 | -    | SVG  | -             | 2000年代（具体不详） | 2000年代（具体不详） |
| Anton Air                                      | -    | -    | -             | 2000年代（具体不详） | 2000年代（具体不详） |
| Ave de Guinea                                  | -    | -    | -             | 2003年               | 2004年               |
| AVIAGE                                         | -    | VGG  | AVIAGE        | 2000年代（具体不详） | 2000年代（具体不详） |
| 空中赤道幾內亞航空                             | -    | AXG  | AVIREX        | 2004年               | 2006年               |
| BATA International Airways                     | -    | -    | -             | 1981年               | 1983年               |
| CET Aviation                                   | -    | CNV  | -             | 2006年               | 2007年               |
| Coage Airlines                                 | -    | COG  | COAGE         | 1996年               | 2006年               |
| Colair Litoral Airlines                        | -    | CLO  | -             | 1999年               | 1999年               |
| Confort Airlines                               | -    | -    | -             | 2011年               | 2011年               |
| Ducor World Airlines                           | -    | DWA  | DUCOR WORLD   | 2001年               | 2004年               |
| 赤道幾內亞航空                                 | 8Y   | GGE  | ECUATO GUINEA | 1986年               | 2007年               |
| 赤道航空                                       | -    | EQR  | Aero Equatair | 2004年               | 2006年               |
| Equatorial Cargo                               | -    | EQC  | ECUA-CARGO    | 2002年               |                      |
| Euroguineana de Aviación                       | 8Y   | EGA  | -             | 1986年               | 2015年               |
| Federal Air GE Airlines                        | -    | FGE  | FEDERAL GEE   | 1964年               | 1964年               |
| GATS Airlines                                  | -    | GTS  | GATS AIR      | 1994年               | 2005年               |
| Guinea Cargo                                   | -    | GNC  | GUINEA CARGO  | 2003年               | 2004年               |
| Guinea Equatorial de Transportes Aéreos        | -    | GET  | GETRA         | 2000年               | 2015年               |
| Guinea Líneas Aéreas                           | -    | -    | -             | 2012年               | 2015年               |
| Jetline                                        | -    | JLE  | -             | 1999年               | 2007年               |
| KNG Transavia Cargo                            | -    | VCG  | VIACARGO      | 2000年               | 2007年               |
| 赤道几内亚航空                                 | IV   | IVB  | -             | 1970年               | 1979年               |
| Líneas EcuatoGuineanas de Aviacion             | -    | LAS  | LEASA         | 1994年               | 1995年               |
| Lotus Airways Cargo                            | -    | LUS  | LOTMORE       | 1998年               | 2002年               |
| Lotus International Air                        | -    | LUS  | -             | 2000年               | 2006年               |
| Nagesa Compania Aerea                          | -    | NGS  | NAGESA        | 2005年               | 2006年               |
| Prompt Air GE                                  | -    | POM  | PROMPTAIR     | 2004年               | 2006年               |
| 蓝色航空                                       | ZR   | PUN  | PUNTO AZUL    | 2013年               | 2017年               |
| Skymaster Freight Services                     | -    | SYM  | -             | 1999年               | 2002年               |
| SOTIP                                          | -    | -    | -             | 2000年               | 2003年               |
| Southern Gateway                               | -    | SGE  | SOUTH GATE    | 1998年               | 2006年               |
| Space Cargo                                    | -    | SGO  | -             | 2005年               | 2006年               |
| Star Equatorial Airlines                       | 2S   | -    | -             | 2006年               | 2011年               |
| Tango Airways                                  | -    | -    | -             | 2012年               | 2017年               |
| Trans Africa Airways GESA                      | -    | TFR  | -             | 2005年               | 2006年               |
| Unifly                                         | -    | UFL  | -             | 2005年               | 2006年               |
| Union de Transporte Aéreo de Guinea Ecuatorial | -    | UTG  | UTAGE         | 2001年               | 2007年               |
| Victoria Air                                   | -    | VIT  | -             | 1999年               | 1999年               |

### 纳米比亚
- 纳米比亚航空(1946-2021)

## 亞洲

### 中國大陆

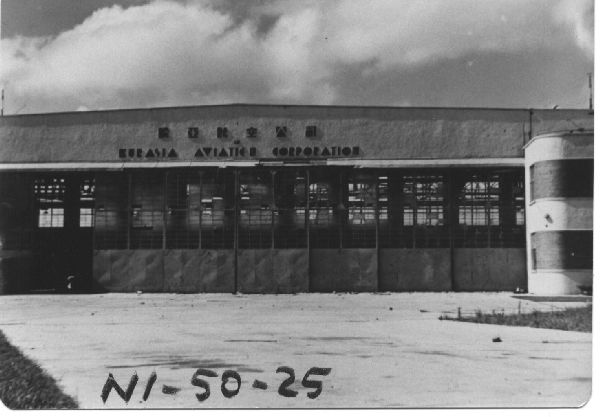
歐亞航空公司

- 長城航空（自2000年和中國東方航空合併，與現時的長城航空（貨運）不同）
- 中國民航（1949年 - 1991年；後來改組為中國國際航空）
- 中國通用航空（自1997年和中國東方航空合併）
- 中國北方航空公司（自2003年和中國南方航空合併）
- 中國西北航空公司（已與中國東方航空合併）
- 中國西南航空公司（自2002年和中國國際航空合併）
- 中國新疆航空（自2003年和中國南方航空合併）
- 雲南航空公司（已與中國東方航空合併）
- 中國航空公司（China National Aviation Corporation）（1929年 - 1949年）
- 歐亞航空公司（Eurasia）（1930年 - 1942年）
- 中央航空公司（1942年-1949年）
- 滿洲航空（Manchurian Air Transport，當時滿洲國成立的國家航空公司）
- 中原航空公司（1986年 - 2000年；已與中國南方航空合併）
- 澳華出入口公司（1946年1月成立，同年9月遷往香港成為今天的國泰航空）
- 東星航空（2009年8月宣告破產）
- 武汉航空 (1998-2002 与中国东方航空合并)

### 香港
- 香港航空（1959年被國泰航空收購）
- 澳門航空運輸有限公司（國泰航空於1947年成立的子公司，以飛行港澳航線）
- 環澳航空（TRANSCORP1987 - 88）
- 東方之珠航空（Orient Pearl，60年代從事貨運業務）
- 香港環子午線航空（Transmeridian Hong Kong，環子午線航空於1977年在香港成立的子公司）
- 中富航空（現時香港航空的前身）
- 港聯航空（海南航空股份有限公司入股後改名為香港快運航空，現時為國泰航空子公司）
- 甘泉香港航空（於2008年4月9日宣佈因公司嚴重虧損而停運）
- 捷星香港航空
- 國泰港龍航空（於2020年10月21日因受2019新型冠狀病毒影響導致母公司錄得嚴重虧損）

### 澳門
- 澳門航空（服務於1920年代，因為香港政府不批准該公司在香港上空的飛行權，隨後一年結束營運。）
- 濠亞航空（2006-2011年）
- 非凡航空（2006-2010年；由於澳門航空公司終止與非凡航空的分專營合約，被澳門民航局要求停止銷售機票，隨後公司宣佈破產）

### 台灣
- 國華航空（前身為永興航空，1999年被華信航空收購）
- 馬公航空（被長榮航空收購後改名為立榮航空）
- 大華航空（1998年併入立榮航空）
- 台灣航空（1998年併入立榮航空）
- 瑞聯航空（前身中亞航空成立1989，1994收購改名瑞聯航空，2000年破產倒閉）
- 民航空運公司（1946年－1975年）
- 復興航空（於2016年11月22日早上宣布因公司嚴重虧損而停運，復興航空運營時間：1951年5月21日－2016年11月21日。）
- 威航（威航是復興航空的子公司；威航同時也是廉價航空公司列表，威航於2016年10月1日宣布因為公司嚴重虧損而停運並且併入復興航空，威航運營時間：2014年12月17日－2016年10月1日。）
- 遠東航空（遠東航空於2019年12月12日下午宣布因公司嚴重虧損將於隔日13日停運，遠東航空運營時間：1957年6月5日－2019年12月13日。）

### 日本
- Air Shenpix（2004-05，now Airtransse）
- Fairinc（更名為IBEX航空）
- 藤田航空（1963被全日空收購）
- Harlequin Air
- 大日本航空（二次大戰時的軍方航空）
- 日本佳速航空（JAS, Japan Air System）（2004年和日本航空合併）
- 日本国内航空（1960 - 71）（和東亞航空合併、改稱東亞国内航空）
- 北日本航空
- 長崎航空（1961-2001, to 東方空橋）
- 中部航空（和全日空旗下 中日本航空合併）
- 中日本航空株式会社（和中部航空合併）
- 東亞航空（1953 - 71）
- 日本亞細亞航空（2008年4月1日回歸母公司日本航空）
- 日空航空（於2012年4月1日併入母公司全日空）
- 香草航空 (2013年-2019年)

### 南韓
- 韓亞航空 (2024年併入大韓航空)
- 嶺南航空
- 韓國國家航空
- Kostar Air
- 東亞航空
- 浦項航空

### 越南
- Air Vietnam

### 柬埔寨
- 柬埔寨第一航空（First Cambodia Airlines）
- 湄公航空（ceased operations 2002）
- 柬埔寨皇家航空（ceased operations 2001）

### 泰国
- 暹羅航空（Air Siam，1965 - 77）
- Angel Air（1997 - 2003）
- Bira Air Transport（1969 - 74）
- 太平洋海外航空（Pacific Overseas Airlines，1947 - 51）
- 公主航空（Princess Airlines，1996 - 96）
- Siamese Airways（1947 - 51）
- 泰國航空公司（1960-1988，後改組成泰國國際航空）
- ThaiJet（2003 - 04）
- Trans Asiatic Airlines（1947 - 50）
- 泰國東方航空（1995 - 2018)

### 寮國
- Cie Veha Akat飛霞航空公司（1955?-1967?）
- Lao Aviation
- Royal Air Lao寮國皇家航空公司（ -1975）

### 新加坡
- 欣豐虎航

### 馬來西亞
- 婆罗洲航空（1953-1965 合并成马来西亚航空）
- 马来亚航空 (1947年-1966年在1966年 被改名为马来西亚-新加坡航空)
- 馬來西亞-新加坡航空（1947年名為馬來亞航空，1966年改名為馬來西亞-新加坡航空，1972年分拆開為馬來西亞航空及新加坡航空）
- 佩兰吉航空（英语：Pelangi Air）（1999年結業）
- 赛加航空（英语：Saeaga Airlines）（1995年-1998年）
- Rayani Air (清真航空 2015年-2016年)
- flymojo (2015-2016该航空公司并没有开始运营由於龐巴迪C系列的延遲支付，意味著公司並沒有飛機運營，從而喪失了航空營運許可證延期的預設條件，而其航空营运许可证也到2016年5月30日吊销，并没有任何延期申请。)

### 印尼
- KNILM（於1947年重歸荷蘭皇家航空）
- Sempati Air
- Star Air（2000 - 2005）
- 亞當航空公司 (2003-2008)
- 曼达拉欣丰虎航 (1969-2014)

### 菲律賓
- Grand Air
- Laoag International Airlines（ceased operations in 2002）
- Mindanao Express（ceased operations 2000）
- 亚航飞龙航空 (1995-2016 与菲律宾亚洲航空合并)

### 印度
- Archana Airways（1991 -1999）
- East-West Airlines
- Gujarat Airways
- ModiLuft
- NEPC Airlines
- Sahara Airlines
- Tata Airlines（1933-1946 被改名为印度航空）
- Vaydoot
- 印度捷特航空 (1993-2019)

### 巴基斯坦
- Bhoja Air
- Hajvairy Airlines（Closed in 2003）
- Orient Airways

### 哈薩克斯坦
- Air Kazakhstan（1996 - 2004）
- Asia Service Airlines（1994 - 99）
- Kaz Air - Kazakhstan Airlines（1991 - 97）
- SAN Air（1995 - 99）
- SBS Aircraft（1996 - 2001）
- Taraz Wings（1996 - 97）
- Trans Asian Airlines（1996 - 99）

### 吉爾吉斯
- Kyrgyz Air（2002 - 04）
- Manas Air（2000 - 2001）
- Star of Asia（1992 - 95）

### 亞美尼亞
- Arax Airlines（1995-1999）
- Armavia（1996-2013）
- Armenian Airlines（1993-2003）
- Armenian International Airways（2002-2005）
- Jupiter-Avia（1999-1999）
- 亚特兰蒂斯亚美尼亚航空（英语：Atlantis Armenian Airlines） (2004-2021)

### 斯里蘭卡
- 錫蘭航空（1947-1978）

### 巴勒斯坦
- 巴勒斯坦航空(英属)（英语：Palestine Airways） (1937-1940)
- 巴勒斯坦航空（英语：Palestinian Airlines） (1995-2020)

## 澳洲及太平洋地區

### 澳洲
- 阿德萊德航空（Adelaide Airways 1935 - 36）
- 昆士蘭航空（Air Queensland 1951 - 1988）
- 安捷航空（1935 - 2001）
- 澳亞航空（Australia Asia Airlines，澳洲航空為飛航台灣成立的子公司，1996年澳洲航空民營化後合併回澳洲航空）
- 澳洲國家航空（Australian National Airways，1936 - 57）
- Bush Pilots（1951 - became Air Queensland - 1988）
- 羅盤航空（Compass Airlines，1990-91） and （1992-93）
- East-West Airlines（1947 - 93）
- Flight West（1987 - 2001）
- Hazelton Airlines（1953 - 2002 - 被区域快线收购）
- Holyman's Airways（1932 -  36）
- 衝勁航空（Impulse Airlines 1994 - 2001 - 其後被澳洲航空收購）
- IPEC Aviation（1976 - 93）
- Jet Charter Airlines（ceased operations 1982）
- Kendell（1967 - 2002 - to Regional Express）
- MacRobertson Miller Airlines（1934-1981）
- Queensland Pacific Airways（19?? - 1972）
- Queensland Pacific Airlines（1988 - 1992）
- 環澳航空（Trans Australia Airlines，1986年改名為澳洲航空（Australian Airlines），其後被当时的国际澳洲航空（现在的澳洲航空）收購）
- West Australian Airways（1921 - 36）

### 紐西蘭
- 安捷紐西蘭航空（Ansett New Zealand，1987 - 2001，安捷航空於紐西蘭成立的子公司，2001年隨母公司破產而結業）
- Cook Strait Airways（1935 - 47）
- 東岸航空（East Coast Airways，1935 - 47）
- Kiwi Airlines（1994-1996）
- 紐西蘭國家航空（National Airways Corporation，簡稱NAC，1945 - 78，與紐西蘭航空合併）
- 紐西蘭南太平洋航空（South Pacific Airlines of New Zealand，1960 - 1966）
- Union Airways（1936 - 47）

### 諾福克島
- Norfolk Jet Express

### 巴布亞新畿內亞
- Guinea Airways（1929 - 42）

### 東加
- Fly Niu Airlines（2004 - 04）
- 皇家東加航空（1985 - 2004）

## 歐洲

### 丹麥
- 馬士基航空（Maersk Air，1969-2005）
- 史特林航空（Sterling Airlines）
- 大丹航空 (2018-2021)

### 英國
- 2000航空（現時首選航空前身）
- 英亞航空（1995-2001，英航成立的子公司，以飛航台灣航線）
- 英國金獅航空（British Caledonian，1970-1988）
- 英國聯接航空（BA Connect，2006-2007）
- 英國海外航空（BOAC，1939-1974，英航的前身）
- 英國歐洲航空（簡稱BEA，1946-1974，與BOAC合併成為現時的英航）
- 开放天空航空 (2008-2018并入至水平航空）
- 戴姆勒航空（Daimler Airway，1922-1924）
- 帝國航空（Imperial Airways，1924-1939，1940年改為BOAC，即現時英航的始祖）
- 歷克航空（Laker Airways，1966-1982）
- 銀捷航空（Silverjet，2004-2008）
- 環子午線航空（Transmeridian Air Cargo，1971-1981）
- 維珍太陽航空（Virgin Sun，1998-2001）
- XL航空（2004-2008）
- 君主航空（1967年6月5日-2017年10月2日）
- 托马斯库克航空 (Thomas Cook Airline 2008-2019)
- 维珍萨摩亚航空 (2005-2017)
- 弗萊比航空 (1979-2020年3月5日、2022-2023年1月28日)

### 法國
- Aeromaritime
- 地平線航空（Air Horizons，2004-2005）
- 因特航空（Air Inter，1958-1997）
- 法國海洋航空（Ocean Airways，2003-2005）
- 法國聯合航空（UTA，1963-1990）
- 蓝鹰航空 (1946-2019)

### 德國
- 不來梅航空（1988-1990）
- 德意志航空（Deutsche Aero Lloyd，1918-1926，與容克斯航空合併成為今天的漢莎航空）
- 赫伯萊特航空（Hapag-Lloyd，現時的TUI Fly）
- 東德航空（1958-1992，前東德的國家航空公司）
- 容克斯航空（Junkers Luftverhehrs，1924-1926）
- 柏林航空（Air Berlin，1978-2017）
- 德国天空航空 (2010-2013)

### 挪威
- 布拉森航空（Braathens，1946-2004）
- 蜜蜂航空（Busy Bee，1966-1992）
- 彩色航空（Color Air，1998-1999）

### 葡萄牙
- 哥倫布航空（1989-1995）
- Air Luxor（1988-2006）

### 西班牙
- 馬德里航空（Air Madrid，2003-2006）
- 彗星航空（Air Plus Comet，1997-2007）
- 西班牙航空（Spanair，1988-2012）
- 西班牙空中計程車（Spantax，1959-1988）

### 瑞典
- 斯堪航空（Scanair，1961-1994）
- 獵鷹航空（Falcon Air，1986-2006）
- FlyMe（2003-2007）

### 瑞士
- 蘇黎世航空（2004）
- 十字航空（Crossair，1978年-2002年），曾是瑞士航空的子公司之一，与瑞士航空合併後改組為瑞士國際航空（Swiss International Air Lines）。
- 瑞士航空（Swissair，1931年-2002年），原本是瑞士的國家航空公司，2001年破产，2002年并入其子公司十字航空，并于当年连同十字航空改組為瑞士國際航空。虽然改組後的新公司资产多来自于瑞士航空，但瑞士國際航空仍然宣称其前身为十字航空。
- 瑞亞航空（Swissair Asia，1995年-2002年），瑞士航空為了飛航台灣航線而設立的子公司，尾翼上使用的不是瑞士航空的标准图装，而是以中文字“瑞”作为尾部图案。2002年時與破產的母公司一同消失。

### 土耳其
- 伯根航空（Birgenair，1988-1996）
- 土耳其天空航空 (2001-2013)

### 奧地利
- 勞達航空（Lauda Air（香港稱為維也納航空）， 1979-2013， 已全資併入奧地利航空，現已轉移運營品牌為Austrian myHoliday）
- 尼基航空 (2003-2017)

### 比利時
- 比利時國家航空（SABENA，1923-2002）
- 城市之鳥（Citybird，1996-2001）
- 維珍快捷航空（Virgin Express，1996-2007）

### 塞浦路斯
- 太陽神航空（1999-2006）

### 阿爾巴尼亞
已結業的阿爾巴尼亞航空公司列表
| 航空公司       | ICAO/IATA | 呼號      | 結業前機隊數目/目的地數目 | 結業日期 |
| -------------- | --------- | --------- | ------------------------- | -------- |
| 阿達航空       | ADE/ZY    | ADA AIR   | 1/2                       | 2007年   |
| 信天翁航空     | LBW/4H    | ALBANWAYS | 1/8                       | 2006年   |
| 阿爾巴尼亞航空 | LBC/LV    | ALBANIAN  | 4/5                       | 2011年   |

### 冰岛
- 沃奥航空 (Wow air 2011-2019)

### 匈牙利
- 匈牙利航空 (1946-2012)

### 爱尔兰
- 阿伦航空 (1970-2014)

### 意大利
- 意大利航空 (1946-2021)
- 義大利航空 (2018-2020)

## 北美洲

### 加拿大
- 加拿大國際航空（Canadian Airlines，2000年被楓葉航空收購）
- Zip航空公司（加拿大航空成立的低價航空，於2004年年尾結業）
- 加拿大太平洋航空（1942-1987）
- 國龍航空（2002-2007）
- SkyService Airlines（1986-2010）

### 墨西哥
- 墨西哥航空 (1921-2010)

### 美國
- 阿羅哈航空（Aloha Airlines，1946-2008）
- 亞利根尼航空（Allegheny Airlines，1952-1979，全美航空的前身）
- 美國海外航空（American Overseas Airlines，1937-1950）
- 聯美航空（ATA，1973-2008）
- 美西航空（America West Airlines，1981年成立，2005年與全美航空合併）
- 布蘭尼夫國際航空（Braniff International Airways，1928-1982）
- 美國東方航空（Eastern Air Lines，Closing on January 18, 1991）
- 東風航空（Eastwind Airlines，1995-1999）
- 飛虎航空（Flying Tiger Line，1945-1988）
- 獨立航空（Independence Air，2004-2006）
- MAXjet（2005-2007）
- 美國國家航空公司（National Airlines，1980年被泛美航空收購）
- 西北航空（1926-2008，與達美航空合併）
- 西北東方航空（Northwest Orient Airlines，70至80年代西北航空的子公司）
- 太平洋西南航空（Pacific Southwest Airlines，簡稱PSA，1945-1987，被全美航空收購）
- 泛美世界航空（简称泛美航空，Pan American World Airways，1927-1991，其商標於泛美破產後賣給Boston-Maine Airways轉型成區域航線航空公司）
- 人民快線（PEOPLExpress，80年代中期結業）
- 彼得蒙航空（Piedmont Airlines，1940-1989，被全美航空收購）
- 天空巴士（Skybus Airlines，2004-2008）
- 桑恩航空（Song，2003-2006，達美航空子公司，達美航空申請破產保護後與之合併）
- 美國南方航空（Southern Airways，1949-1979）
- 聖彼得堡-坦帕飛船航空（St.Petersburg-Tampa Airboat Line，1914年初成立，世界上首間航空公司，1914年5月結束）
- 泛洋航空（Transocean Air Lines，1946-1962）
- 環球航空（Trans World Airways，1930-2001，被美國航空收購）
- 瓦盧傑航空（Valuejet，1993-1997，更名為穿越航空）
- 穿越航空(air tran 1997-2014 被西南航空收购)
- 西太平洋航空（Western Pacific Airlines，1995-1998）
- 全美航空 (US Airways 1939-2015与美国航空合并)

## 南美洲

### 阿根廷
- 貴賓航空（Aero VIP，1999-2004）

### 巴西
- 環巴西航空（Transbrasi，l1955-2001）
- 聖保羅航空（Viação Aérea São Paulo，簡稱VASP，1933-2005）
- 巴西哥倫比亞航空[2]（Avianca Brasil, 以前是Oceanair, 1998-2019）

### 哥倫比亞
- 哥倫比亞中部航空（ACES Colombia，1971-2003）
- 禿鷹航空（AeroCóndor，1955-1981）

### 玻利维亚
- 玻利维亚天空航空 (1992-2012）
- 秘鲁航空 (1999年破產）

## 中美洲

### 千里達
- 西印度群島航空（BWIA，1940-2006）